# Андерайтер
Андерайтер (англ. underwriter — гарант, страхувальник) — компанія або інша юридична особа, яка здійснює управління процесом розміщення цінних паперів та їхнього розподілу на ринку цінних паперів. Андерайтер гарантує емітенту виторг від продажу цінних паперів і фактично купує цінні папери. Це, як правило, інвестиційний банк, що купує новий випуск цінних паперів в емітента і потім перепродає його інвесторам.

## Типи договорів
Договір з андерайтером може бути двох типів: 
- «Тверде зобов'язання» (англ. Firm commitment) — андерайтер зобов'язується придбати всі акції, пропоновані для первинного публічного розміщення і перепродати їх. Весь ризик продажу лягає на андерайтера. Андеррайтер «твердого зобов'язання» гарантує емітенту отримання виручки від продажу цінних паперів емітентом, бо фактично купує цінні папери в емітента (попередньо оцінивши їх), навіть якщо крім firm commitment-андеррайтера не знайшлося більше охочих купити цінні папери емітента.

- «Максимальні зусилля» (англ. Best efforts) — продаж максимально можливого числа цінних паперів нового випуску без фінансової відповідальності. Андерайтер знімає з себе частину ризику у разі, коли частину акцій продати неможливо. Інколи в такому випадку андерайтера називають лід-менеджером або організатором емісії.

## Типи андерайтерів
Андеррайтером може бути будь-яка юридична особа, відповідним чином ліцензоване ДКЦПФР, тобто це може бути або інвестиційна компанія, або інвестиційний банк. Ця юридична особа пропонує інвесторам купити випуск цінних паперів емітента. Для цього вона, як правило, проводить збори потенційних інвесторів, презентуючи їм емітента під час процедури виходу на IPO або road show емісії облігацій.
Андерайтинг на ринку цінних паперів може здійснюватися синдикатом андерайтерів, тобто групою інвестиційних банків та/або інвестиційних компаній, створюваної на нетривалий час для того, щоб забезпечити продаж нового випуску цінних паперів за ціною, встановленою в попередній угоді. Синдикат андерайтерів очолює провідний андерайтер. Провідний андерайтер організовує синдикат з розміщення цінних паперів, підтримує контакти з емітентом і веде облік розміщених паперів.

## Перелік андерайтерів в Україні
- Список на ресурсі Інтерфакс-Україна
- Список на CBONDS